# كركي متوج أسود
كركي متوج أسود أو غُرْنُوق أسود أو غِرْنِيق أسود (الاسم العلمي: Balearica  pavonina)  هو طائر ينتمي إلى الفصيلة الكركية (فصيلة: Gruidae).

## معرض صور

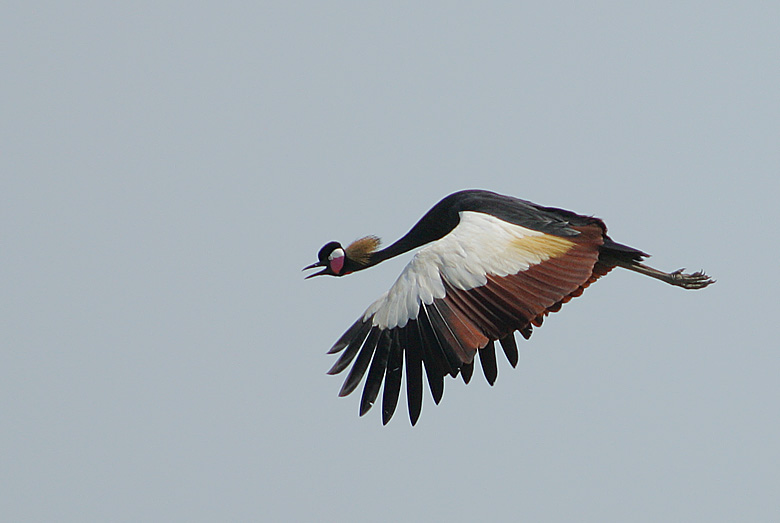
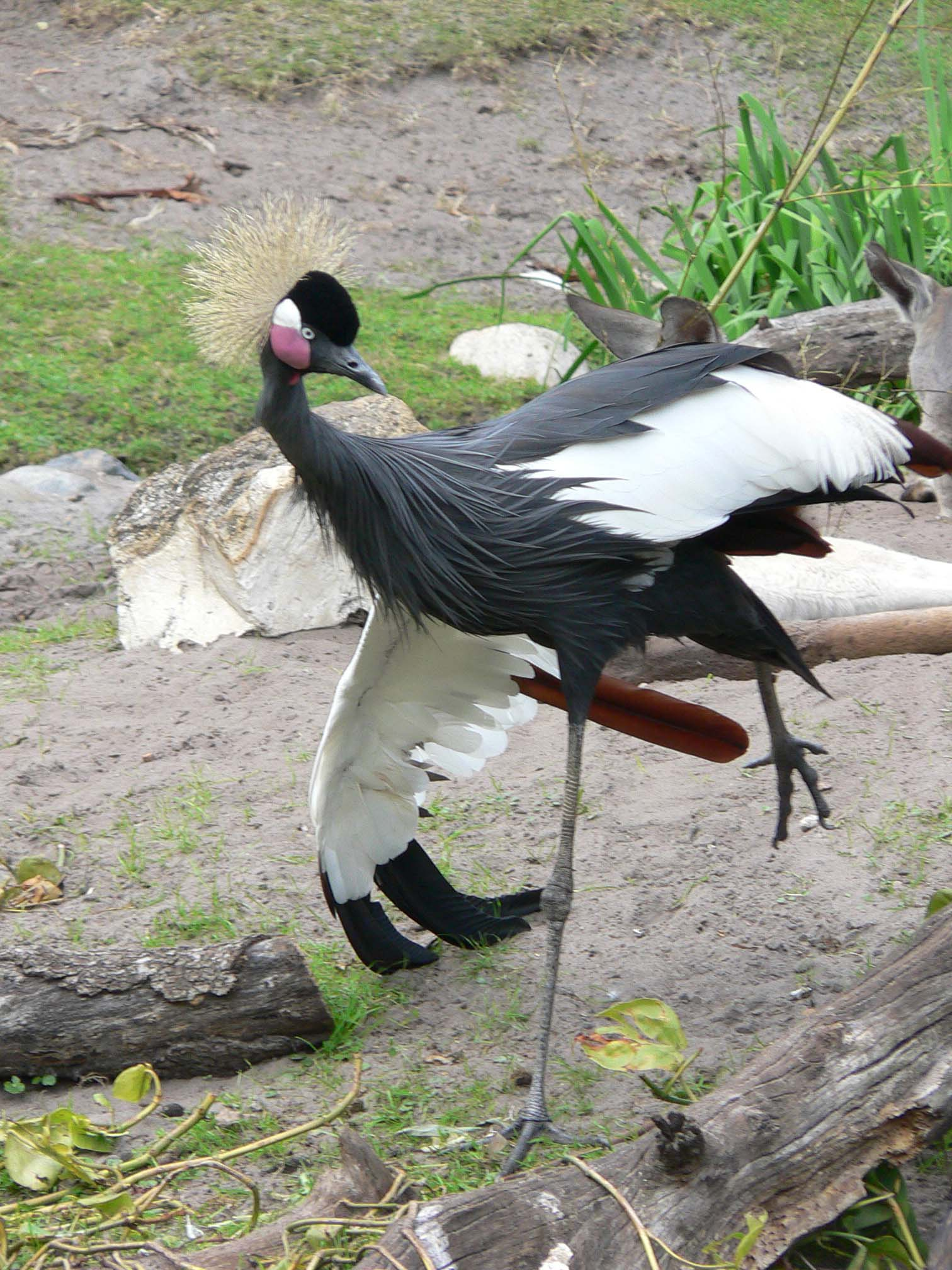
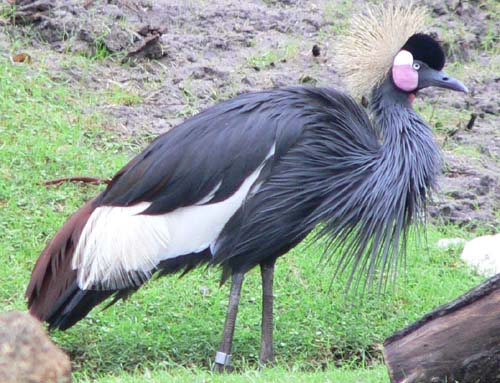